# Weewarrasaurus
Weewarrasaurus pobeni is een plantenetende ornitischische dinosauriër, behorend tot de Euornithopoda, die tijdens het late Krijt leefde in het gebied van het huidige Australië.

## Vondst en naamgeving
Veertig kilometer ten zuidwesten van Lightning Ridge in New South Wales bevinden zich veel bedrijfjes die op kleine schaal in de opaalvelden van Grawin en Glengarry opaal delven door in de opaalhoudende lagen aldaar tunnels te graven. Soms gebeurt het dat men een bot van een dinosauriër vindt dat helemaal geopaliseerd is. Verschillende taxa zijn al op basis van één zo'n bot benoemd zoals Fulgurotherium en Kakuru. In 2013 werd opnieuw een geopaliseerd bot gevonden dat bij het opgraven in stukken brak. De mijnwerker in kwestie herkende het echter niet als een fossiel. Hij bood een zak vol stukken ruwe opaal aan aan opaalhandelaar Michael Poben die als eerste begreep dat het een bot was. Poben liet op zijn beurt het stuk zien aan paleontoloog Philip Bell. Die concludeerde dat het stuk in ieder geval van groot wetenschappelijk belang was. Daarop doneerde Poben het bot aan het Australian Opal Center.

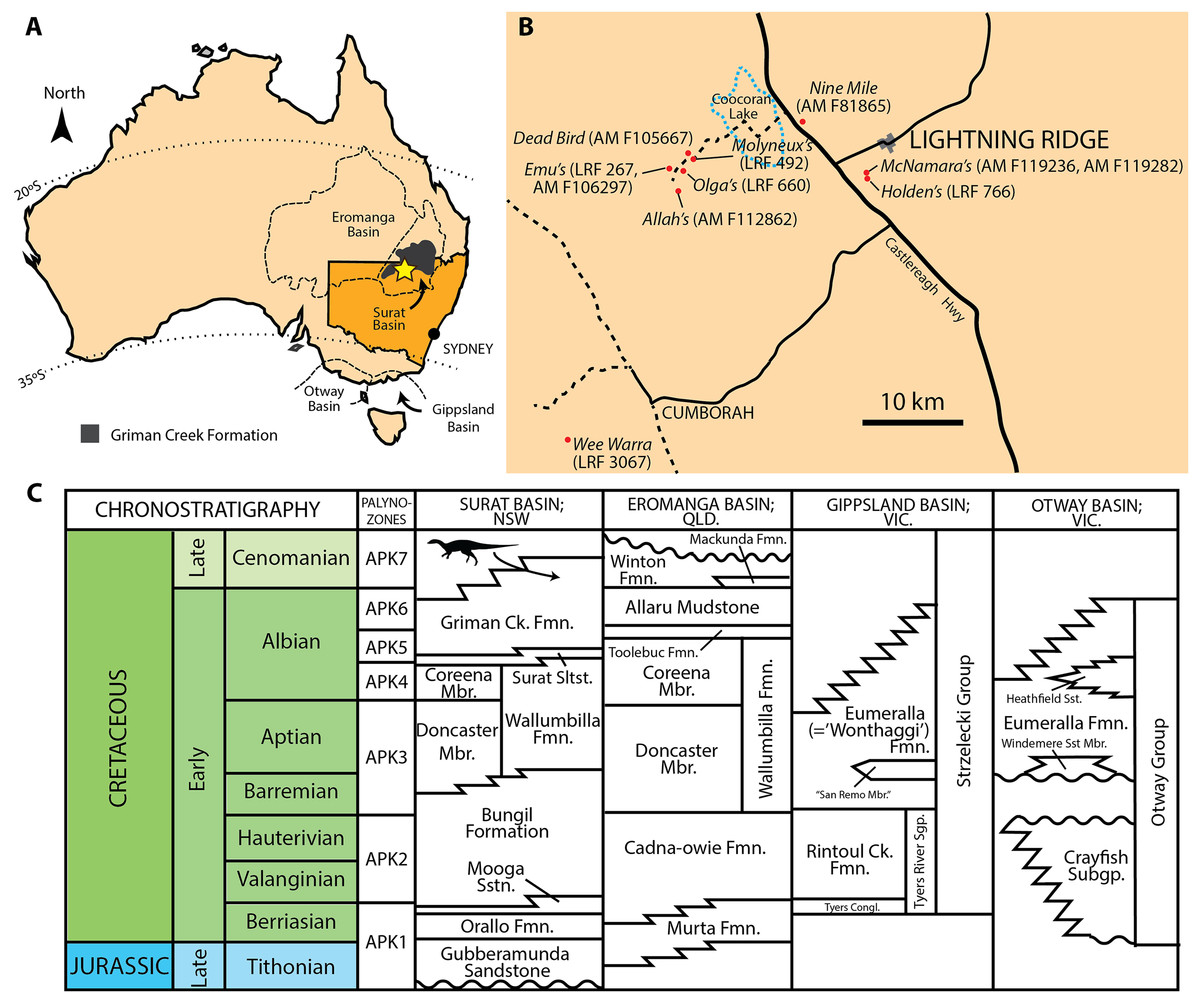
Vindplaats en stratigrafie

In 2018 werd de typesoort Weewarrasaurus pobeni benoemd en beschreven door Phil R. Bell, Matthew C. Herne, Tom Brougham en Elizabeth T. Smith. De geslachtsnaam verwijst naar de vindplaats Wee Warra. De soortaanduiding eert Poben. Omdat de naam gepubliceerd werd in een elektronisch tijdschrift waren er Life Science Identifiers nodig voor de geldigheid. Die zijn BD3BF258-DBC2-4D37-8143-07C24BA8850C voor het geslacht en 4CA9B960-AD74-4748-B22DDDEF6BF2498C voor de soort.
Het holotype, LRF 3067, is gevonden in een kleilens in een laag zandsteen van de Griman Creek Formation die dateert uit het vroege Cenomanien, zo'n honderd miljoen jaar oud. Het bestaat uit twee stukken van het os dentale of dentarium van de rechteronderkaak. Beide stukken bevatten nog tanden. De stukken sluiten niet op elkaar aan maar uit het patroon van sterker en minder sterk gehydrateerde gedeelten is op te maken dat het om één kaak gaat.
Een tweede stuk rechteronderkaak, specimen LRF 766, is aan de soort toegewezen. Het is gevonden bij Holden's in het Three Mile Opal Field.

## Beschrijving

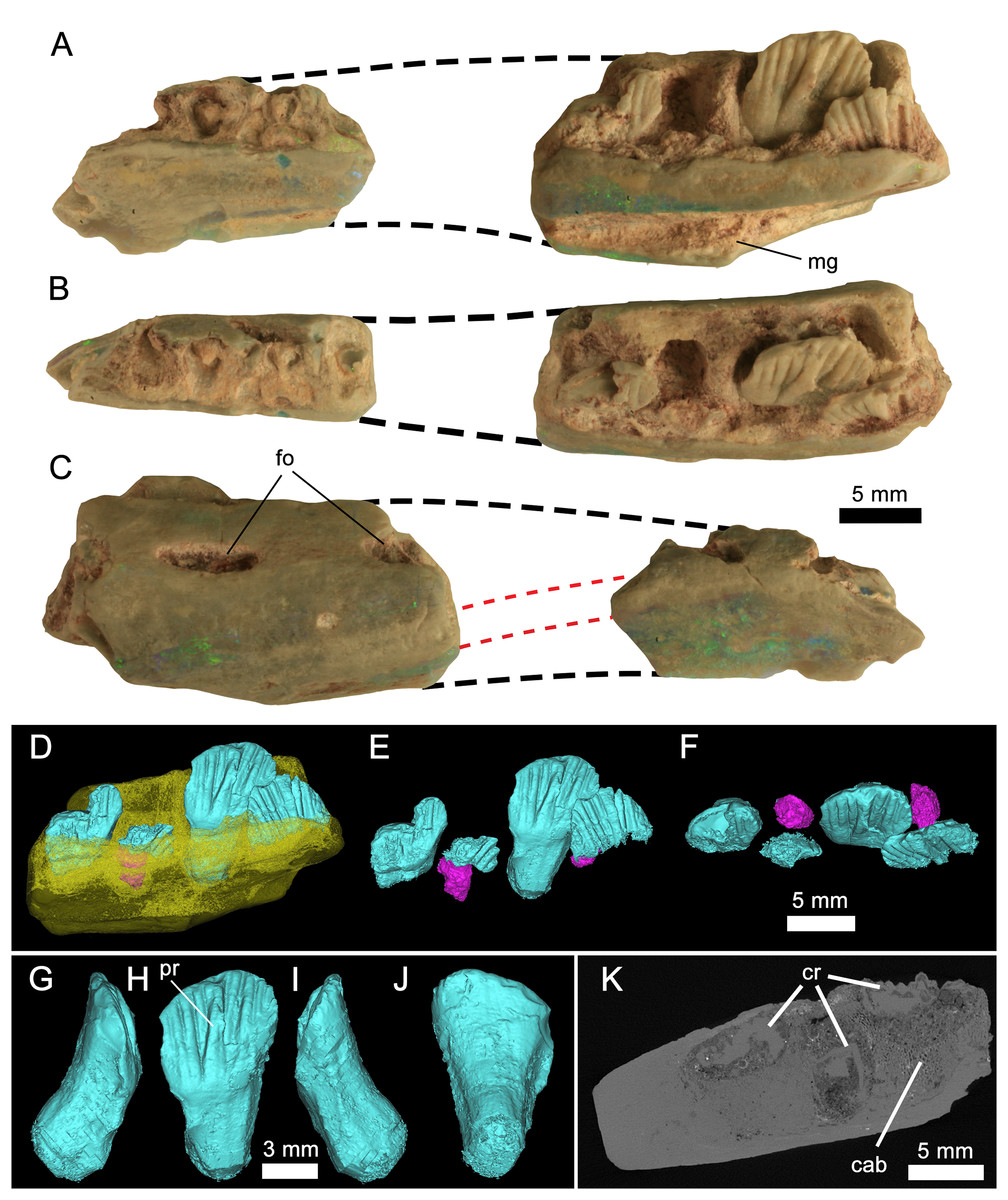
Het holotype

Weewarrasaurus is een vrij kleine soort, minder dan een meter lang. In persberichten werd de lengte van het dier vergeleken met een labrador. Het voorste stuk kaak is twee centimeter lang en het achterste vijfentwintig millimeter. Het middelste derde deel van het dentarium ontbreekt alsmede de voorste symfyse waar een vergroeiing zou zijn gedweest met de andere kaak.
De beschrijvers wisten enkele onderscheidende kenmerken vast te stellen. Die vormen een unieke combinatie van op zich niet unieke eigenschappen. Het dentarium vormt een langwerpige tak met spleetvormige openingen op de buitenste zijkant voor aders en zenuwen waarbij de achterste opening vijfmaal langer is dan hoog. De tandkronen zijn groot waarbij de grootste tand ongeveer de helft van de verticale hoogte heeft van die van het dentarium zelf. Op de binnenzijde van de tanden liggen links en rechts naast de verticale hoofdrichel secundaire richels dicht opeen, een uitwaaierend patroon vormend. De verticale hoofdrichel op de buitenzijde van de tand is zwak ontwikkeld. Uit het Krijt van Australië is ook de onderkaak van de verwant Qantassaurus bekend die echter in vele details van die van Weewarrasaurua verschilt.
De foramina lijken op die van Changchunsaurus
Het voorste stuk bewaart vijf of zes tandkassen, het achterste drie. Het totaal aantal tanden in het dentarium is geschat op twaalf. De tanden raken elkaar losjes, een basaal kenmerk. Ze zijn erg hoog, tot 57% van de kaakhoogte. De hoofdrichel aan de binnenzijde heeft het profiel van een zandloper. Links ervan liggen vier of vijf richels en rechts ervan vijf of zes.

## Fylogenie
Weewarrasaurus werd basaal in de Euornithopoda geplaatst, buiten de Iguanodontia. De positie in de stamboom is wat onzeker maar ligt boven die van Gasparinisaura en onder Atlascopcosaurus.

## Levenswijze
Weewarrasaurus zou zijn habitat gedeeld hebben met nog een klein aantal kleine euornithopoden waarvan fragmentarische resten in het gebied gevonden zijn.